# Actinidia pilosula
Actinidia pilosula es una especie de lianas del género Actinidia perteneciente a la familia Actinidiaceae.  Es endémica de China, donde se encuentra en los bosques de montaña de Yunnan.

## Descripción
Es un arbusto trepador de tamaño mediano, caducifolio. Las ramillas son rojizas, glabras, con lenticelas ovoides, la corteza blanca a marrón, grande y laminada. Con pecíolo púrpura, de 2-3.5 cm de longitud. Las flores son amarillentas,de 2 cm de diámetro. El fruto globoso, con lenticelas blancas y redondas.

## Taxonomía
Actinidia pilosula fue descrito por (Finet & Gagnep.) Stapf ex Hand.-Mazz. y publicado en Symbolae Sinicae 7(2): 390–391. 1931.
Sinonimia
- Actinidia kungshanensis C.Y.Wu & S.K.Chen[4]
- Actinidia callosa var. pilosula Finet & Gagnep. basónimo[5]